# Джермук
Джерму́к (арм. Ջերմուկ), ранее также — Исти-Су (арм. Իստիսու), — город-курорт в Вайоцдзорской области Армении у истока реки Арпа. Известен своими 36 целебными горячими источниками гидрокарбонатно-сульфатного состава.

## Этимология
Название от армянского джерм — «тёплый», -ук аффикс обладания признаком.
Роберт Хьюсен на карте Сюника VII—XI веков на этом участке территории указывает местечко Джермук.
До 1924 года назывался также Исти-Су (азерб. İstisu), что на азербайджанском означает «горячая вода»

## География и климат
Джермук — бальнеологический и климатический высокогорный курорт с тёплой весной. Расположен на реке Арпа, к северу от Кечутского водохранилища, на плато к западу от Зангезурского хребта. Находится в 50 км от центра области — города Ехегнадзора, расстояние до Еревана — 175 км.
Лежит на высоте 2100 метров над уровнем моря в живописном месте, сочетающем альпийские луга, горные леса, скалы, несколько водопадов, множество минеральных источников с различной термальной температурой от 20 до 65 градусов. Здесь расположен Джермукский водопад. Рядом с городом находятся средневековые пещерные комплексы.
Климат в городе умеренно-континентальный. Средняя температура февраля −7°С, июля — +19°С. Осадков около 800 мм в год.
| Показатель              | Янв. | Фев. | Март | Апр. | Май | Июнь | Июль | Авг. | Сен. | Окт. | Нояб. | Дек. | Год |
| ----------------------- | ---- | ---- | ---- | ---- | --- | ---- | ---- | ---- | ---- | ---- | ----- | ---- | --- |
| Средняя температура, °C | −7,2 | −7,7 | −4,3 | −1,4 | 8,3 | 13,4 | 18,9 | 16,4 | 11,7 | 4,3  | −0,5  | −5,6 | 3,6 |
| Источник:               |      |      |      |      |     |      |      |      |      |      |       |      |     |

## История
Статус города с 1961 года. 24 марта 1967 года Джермук стал городом республиканского подчинения.

## Экономика и туризм
Город имеет туристический потенциал в Армении. В советское время был популярным местом отдыха. В настоящее время[когда?] город перестраивается с целью вновь сделать его центром туризма.
В ноябре 2007 года в Джермуке была открыта первая очередь канатной дороги. Подъёмник двухкресельный на 200 мест. Расстояние почти от любой гостиницы до канатной дороги — около километра.
В питьевой галерее Джермука представлено много видов минеральной воды. В городе производится знаменитая минеральная столовая вода «Джермук».
В Джермуке имеются промышленные предприятия, крупнейшие из которых — завод минеральной воды «Джермук» (основан в 1949 г.), карьеры, ГЭС, сыроварня, многоэтажная гостиница.
В 2006 на горе Амулсар в 10 км от Джермука было открыто месторождение золота. Лицензию на разработку золота получила компания «Лидиан Интернейшнл» (Lydian International), 19 августа 2016 началось официальное строительство рудника. Добычу планировали начать в 2018 году. В октябре 2016 экологи устроили акцию протеста перед зданием правительства Армении, поскольку для добычи золота необходимо использовать по 100 тонн цианида натрия ежегодно, что может разрушить курорт и повредить водным ресурсам. На начало 2017 года протесты экологов оставались без внимания правительства.

## Население
По данным «Сборника сведений о Кавказе» за 1880 год в селе Исты-су по сведениям 1873 года было 19 дворов и проживало 114 азербайджанцев (указаны как «татары»), которые были шиитами (с 1874 года село в составе Шарур-Даралагезского уезда).
По данным «Свода статистических данных о населении Закавказского края, извлеченных из посемейных списков 1886 года» в селе Исти-су Гиндивазского сельского округа Шарур-Даралагёзского уезда был 21 дым и проживало 117 азербайджанцев, указанных как «татары», которые были шиитами по вероисповеданию и крестьянами.
По данным Кавказского календаря на 1912 год, в селе Исти-Су Шарур-Даралагезского уезда проживало 214 человек, в основном азербайджанцев, указанных как «татары».
Согласно Всесоюзной Переписи населения СССР 1989 года в городе Джермук проживали 9014 человек.
Т. де Ваал пишет: «Сейран Степанян, прежний заместитель руководителя городской администрации в армянском курортном городе Джермук, рассказывал, как он наладил контакт со своими коллегами из партийных органов в Азербайджане. Во второй половине 1989 года он организовал выезд из Джермука одной тысячи азербайджанцев на автобусах и поездах».
| Год         | 1959 | 1968 | 1980 | 1989 | 2001 | 2004 |
| ----------- | ---- | ---- | ---- | ---- | ---- | ---- |
| Численность | 2063 | 3700 | 5492 | 9014 | 5394 | 6400 |

## Гостиницы
- 5* «Grand Resort Jermuk»
- 5* "Jermuk Hotel and Spa
- 5* «Jermuk Moscow»
- 4* «Олимпия»
- 4* «Наири»
- 4* «Armenia Wellness & SPA»
- 3* «Джермук Номер 1»
- 3* «Верона»
- 3* «Джермук Ани»
- 3* «Арарат — Санаторий матери и ребёнка»
- 3* «Джермук Ашхар»
- 2* «Евмари»
- 5* «Хаят»

## Города-побратимы
- Сен-Рафаэль, Франция
- Щучинск, Казахстан[30]
- Архангельск,  Россия

## Галерея

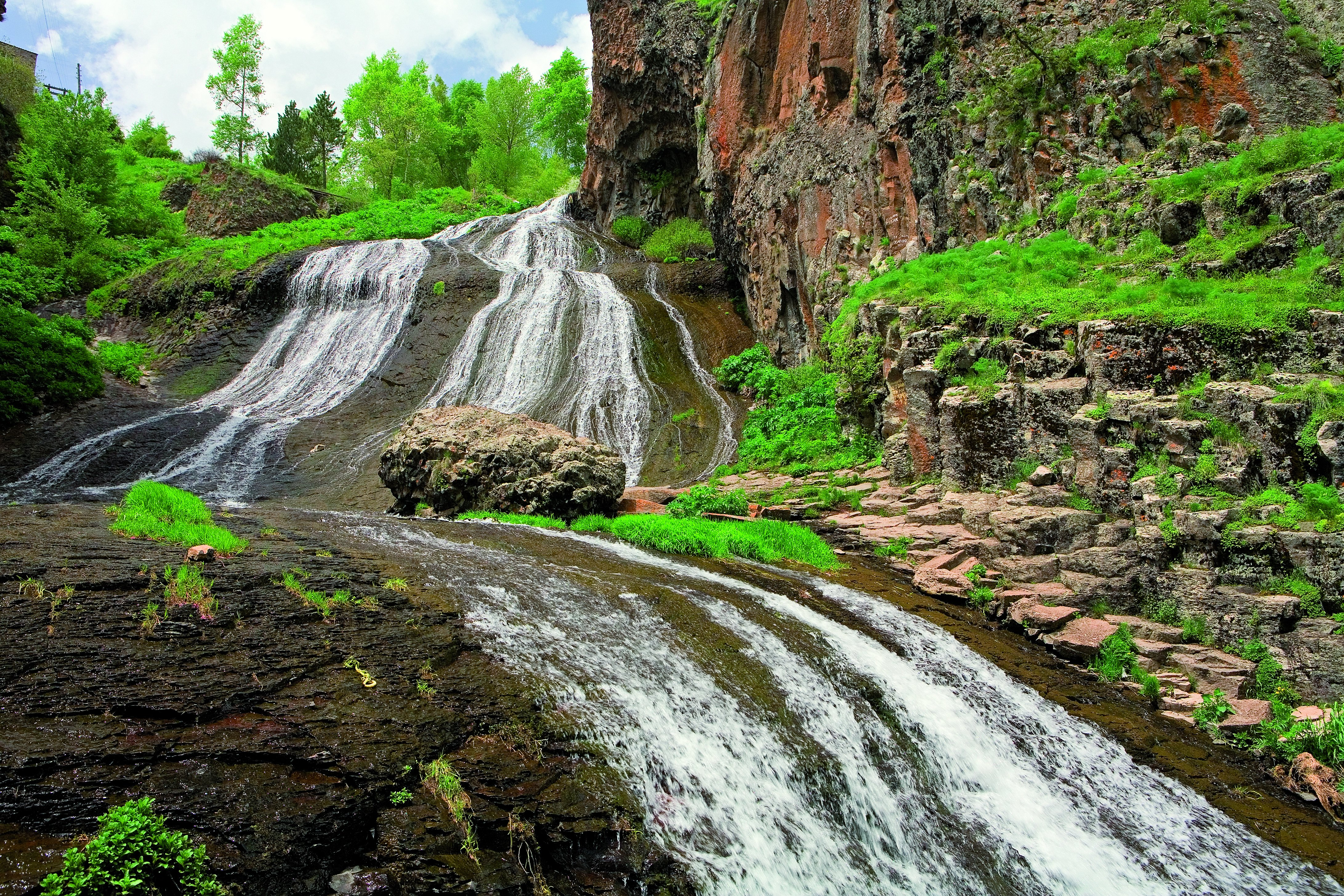
Джермукский водопад
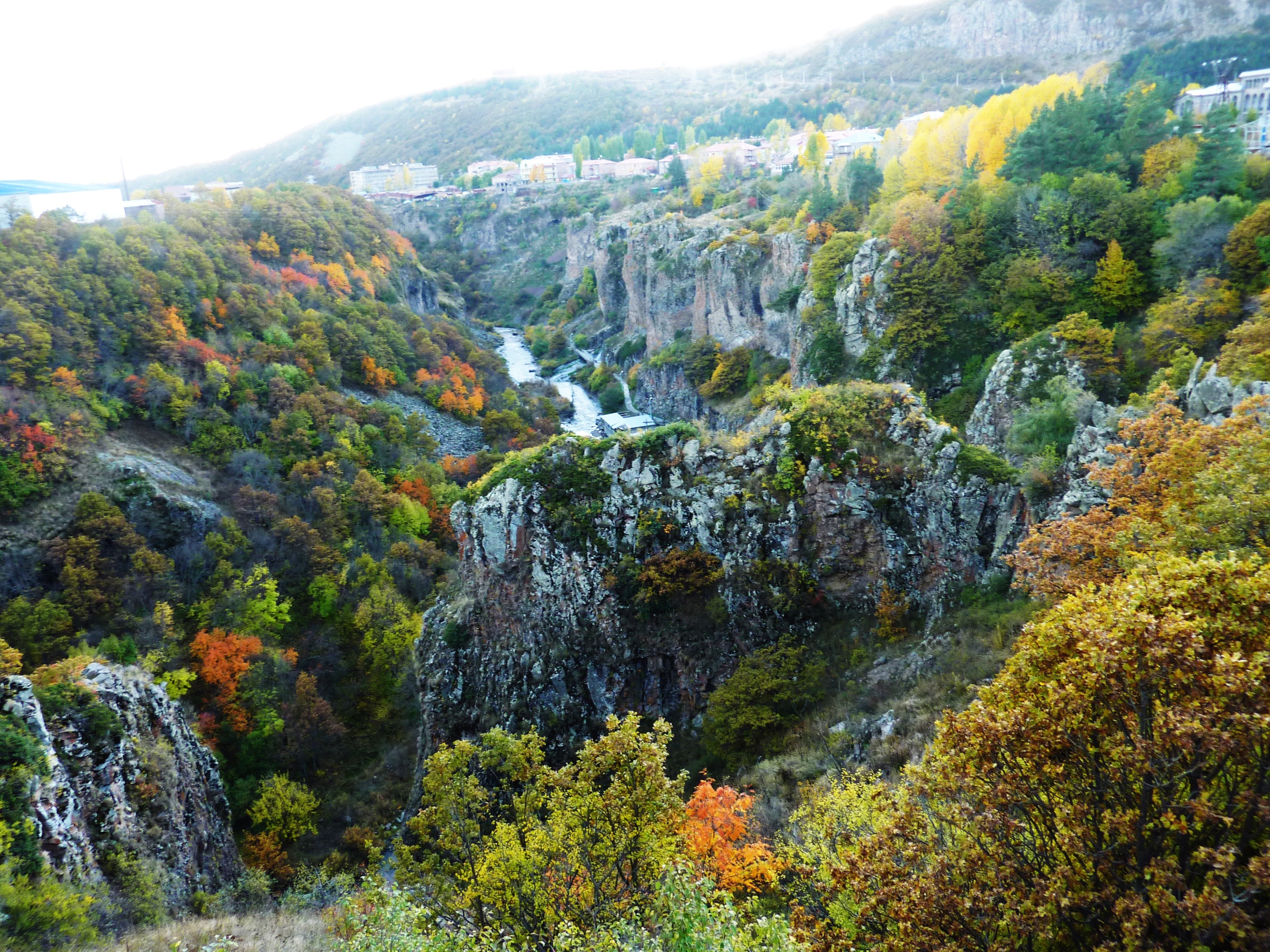
Каньон в Джермуке
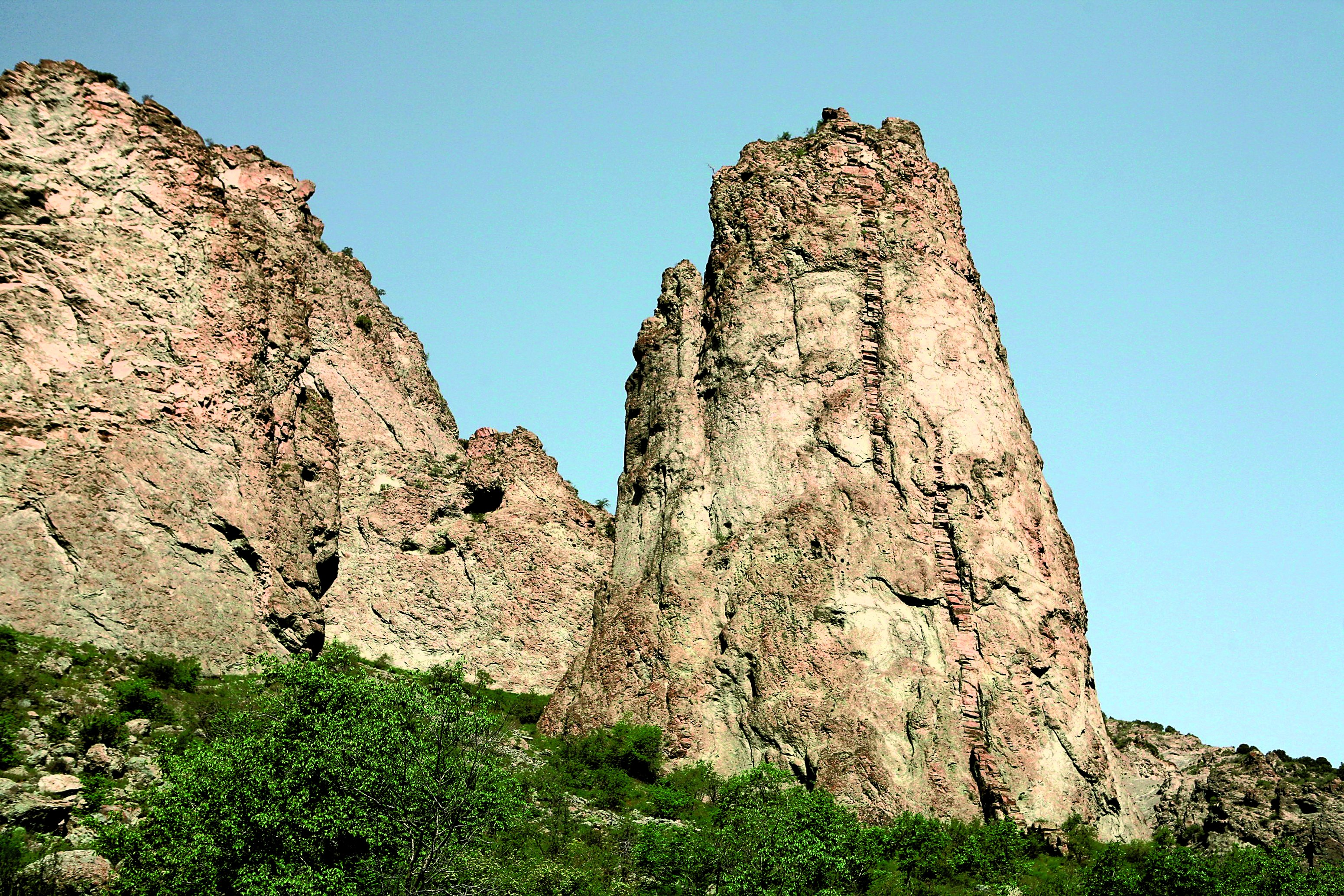
Скала в Джермуке
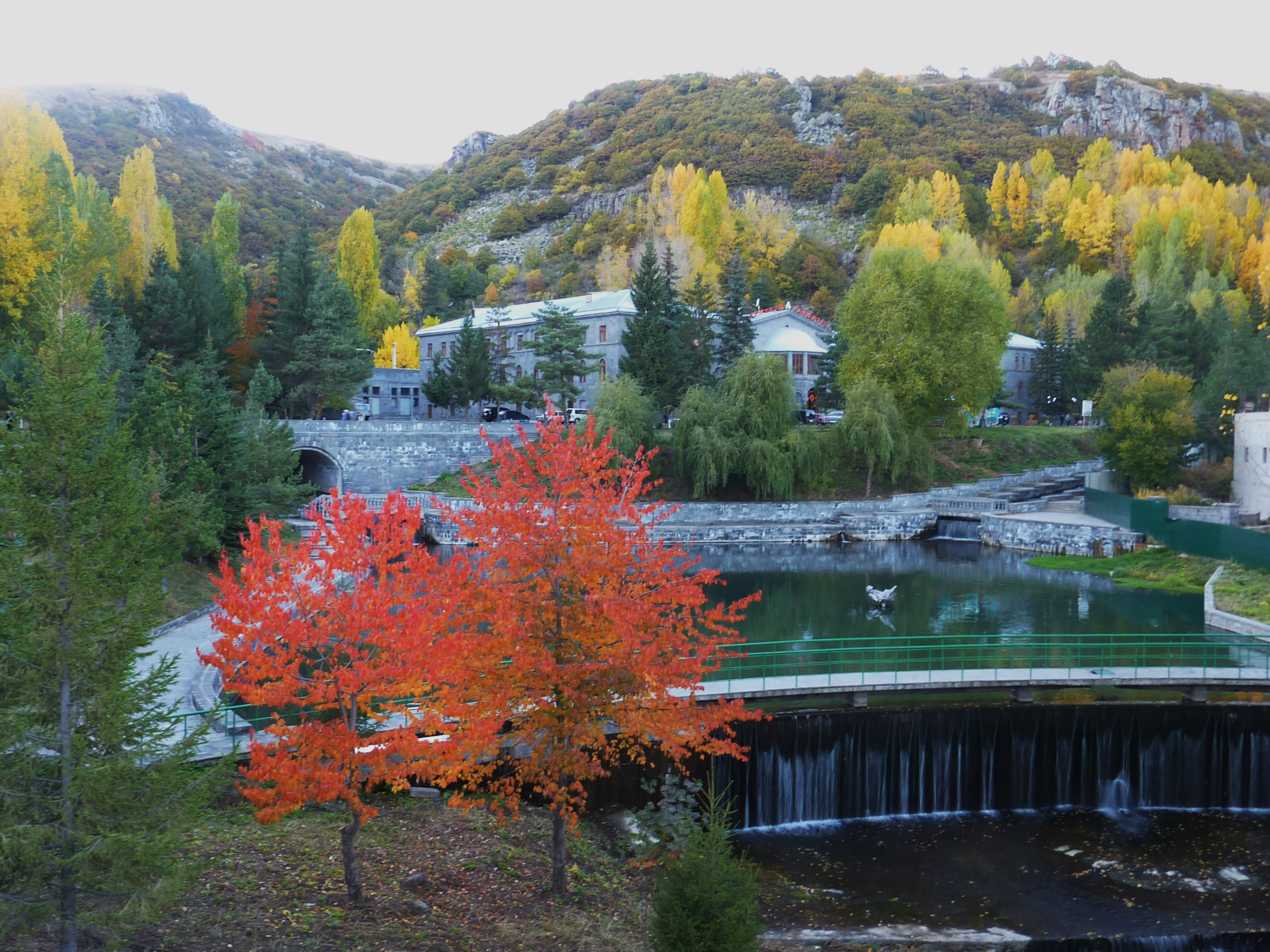
Санаторий в Джермуке
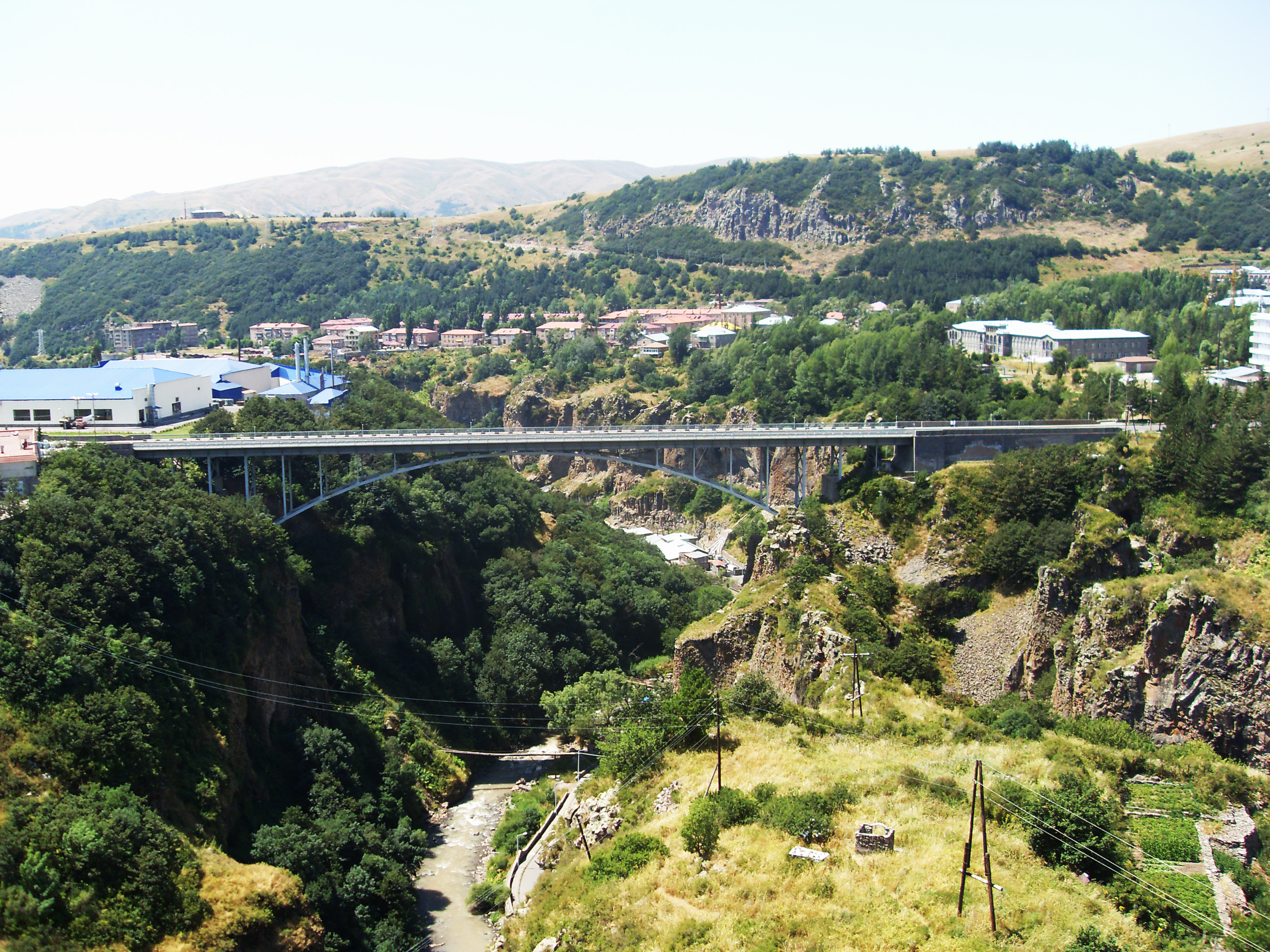
Мост над ущельем реки Арпа
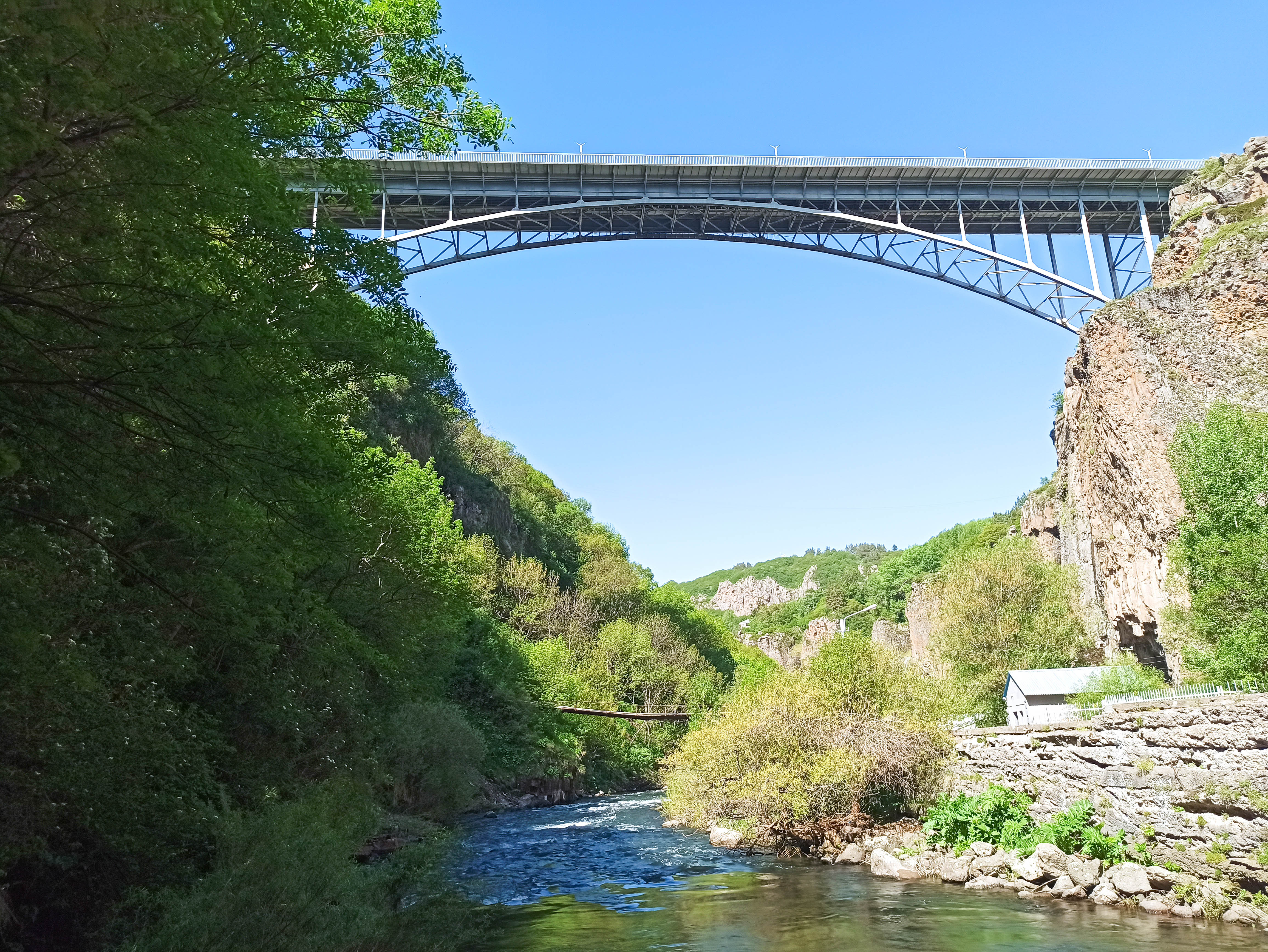
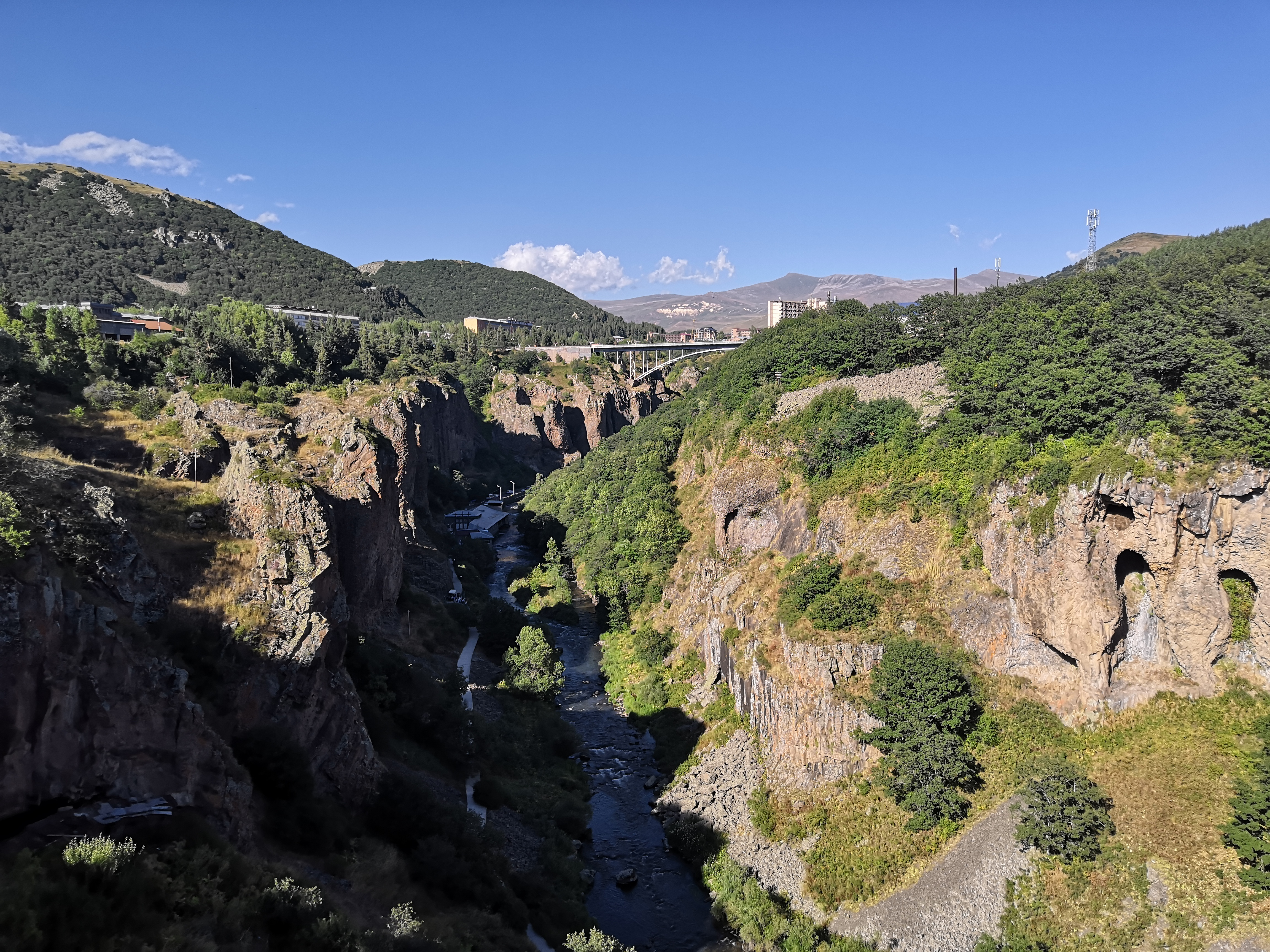
Ущелье реки Арпа
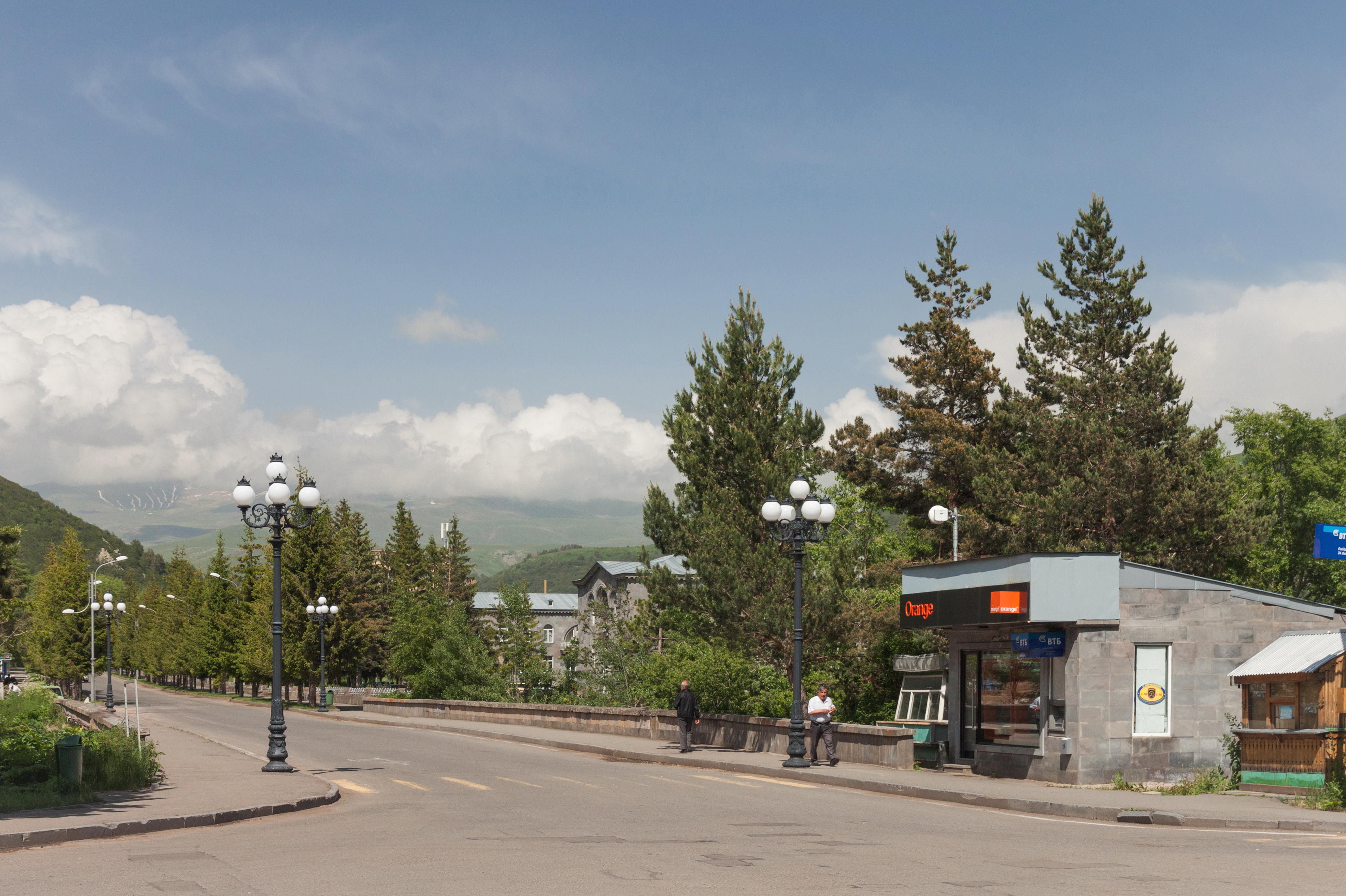
Площадь от автобусной остановки
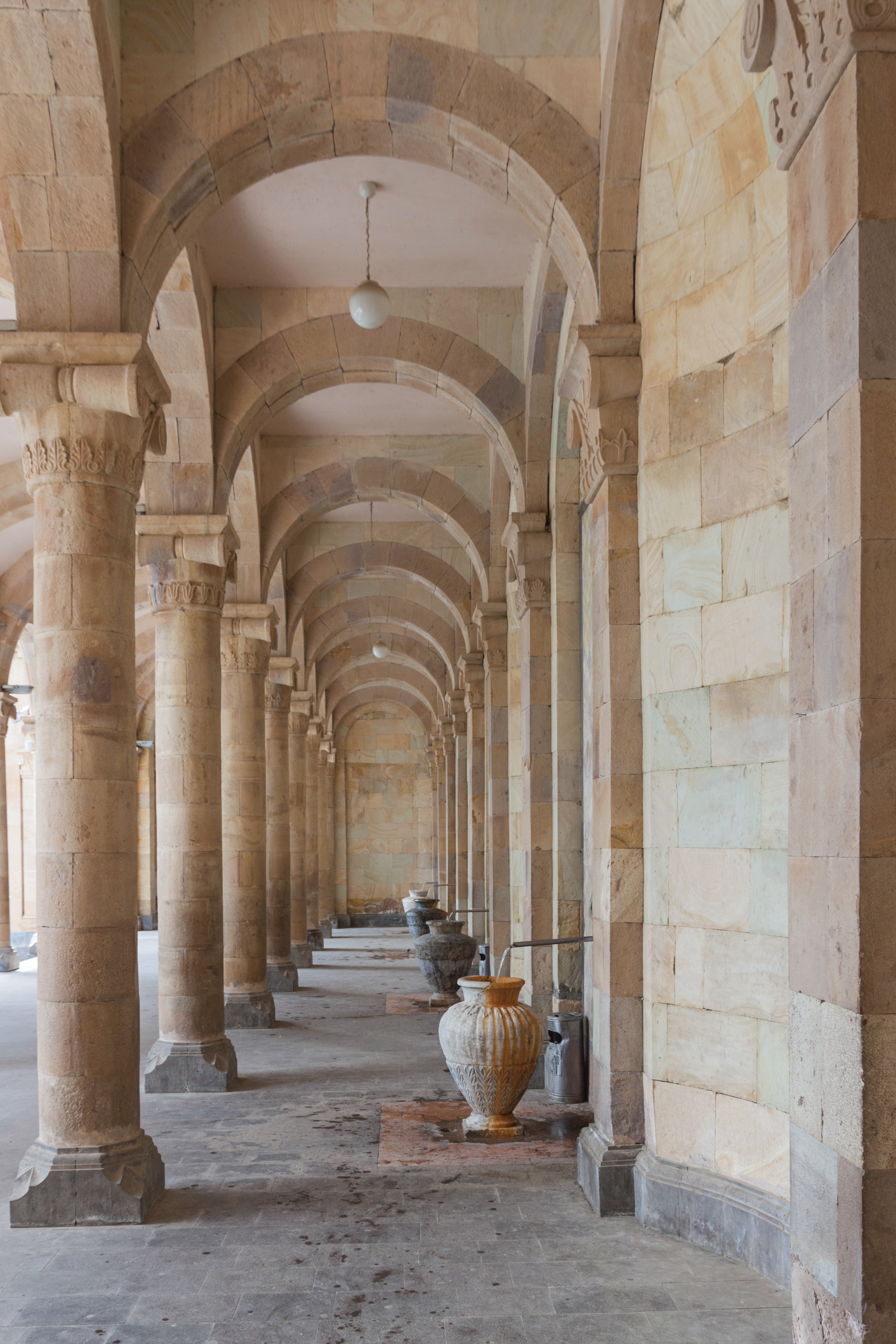
Бювет минерального источника
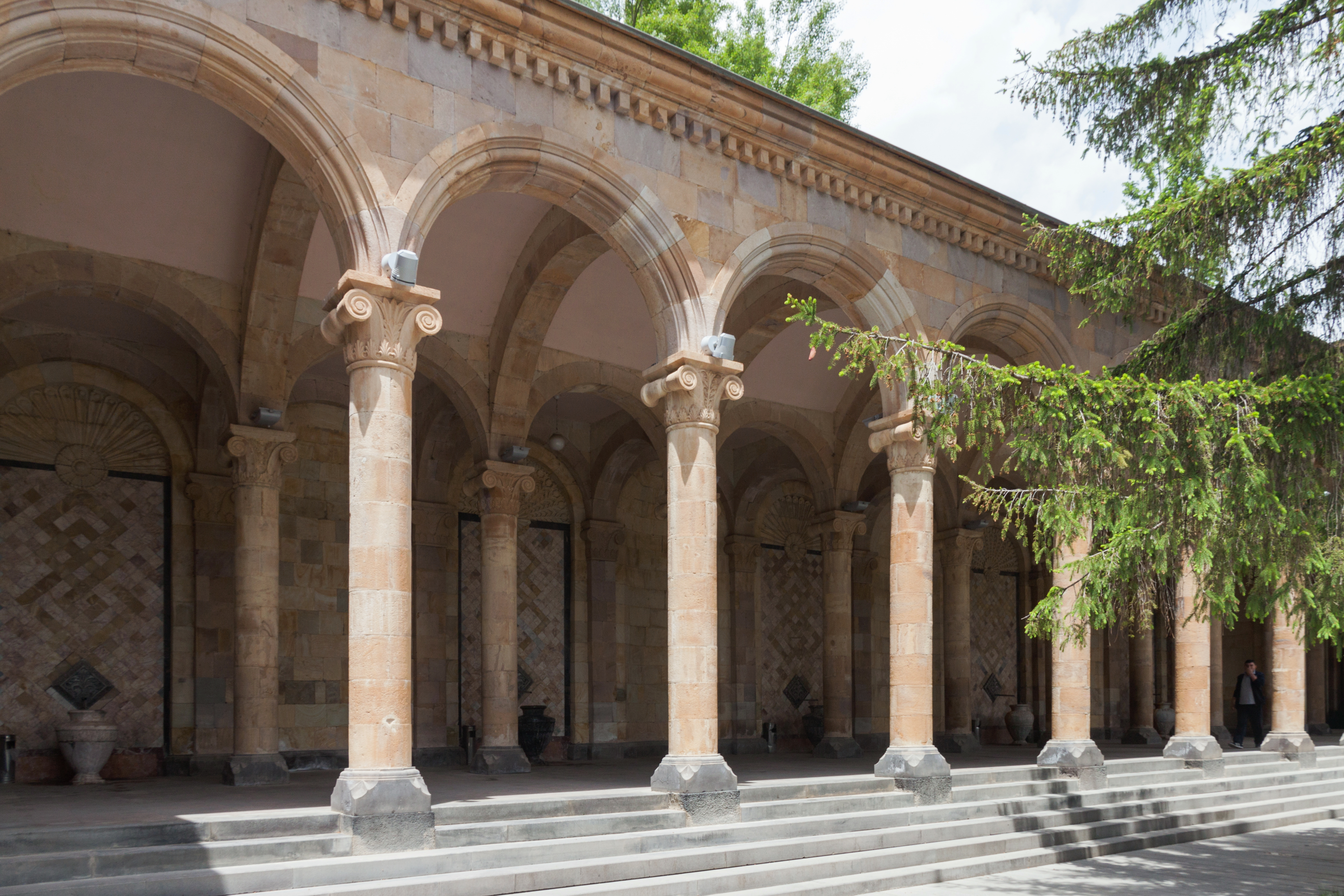
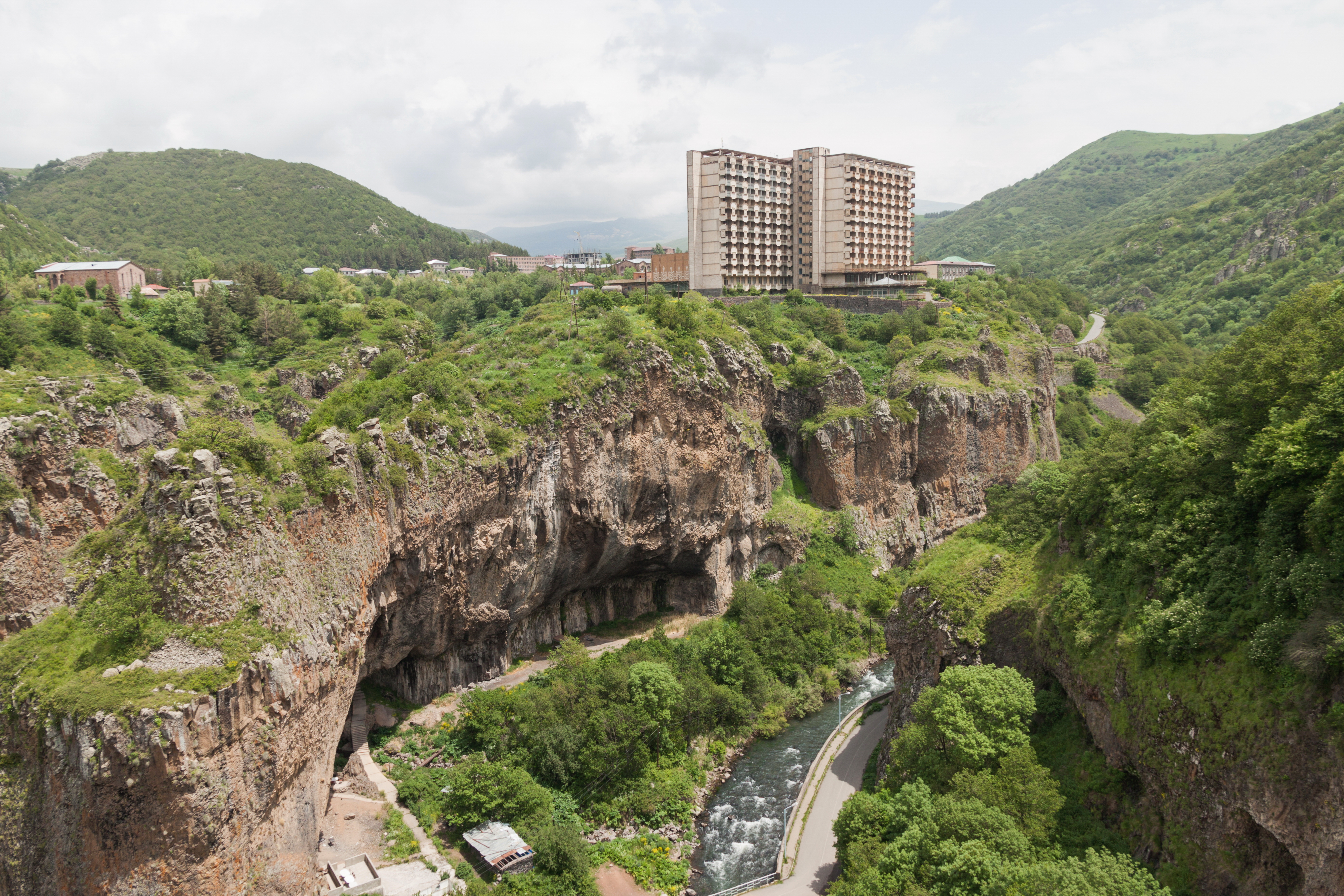
Вид с моста через реку Арпа - Гладзор Спа-отель
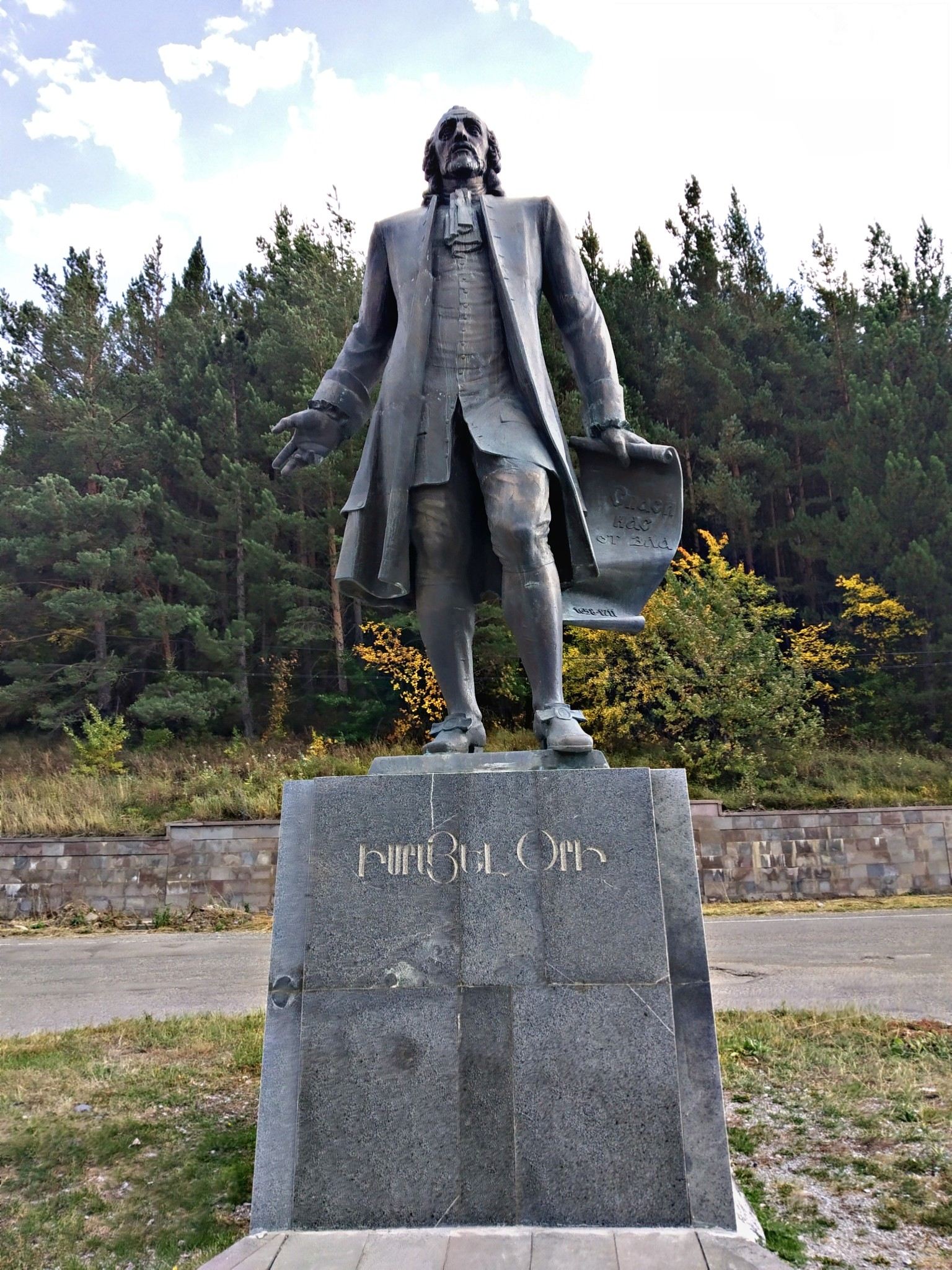
Памятник Исраэлю Ори
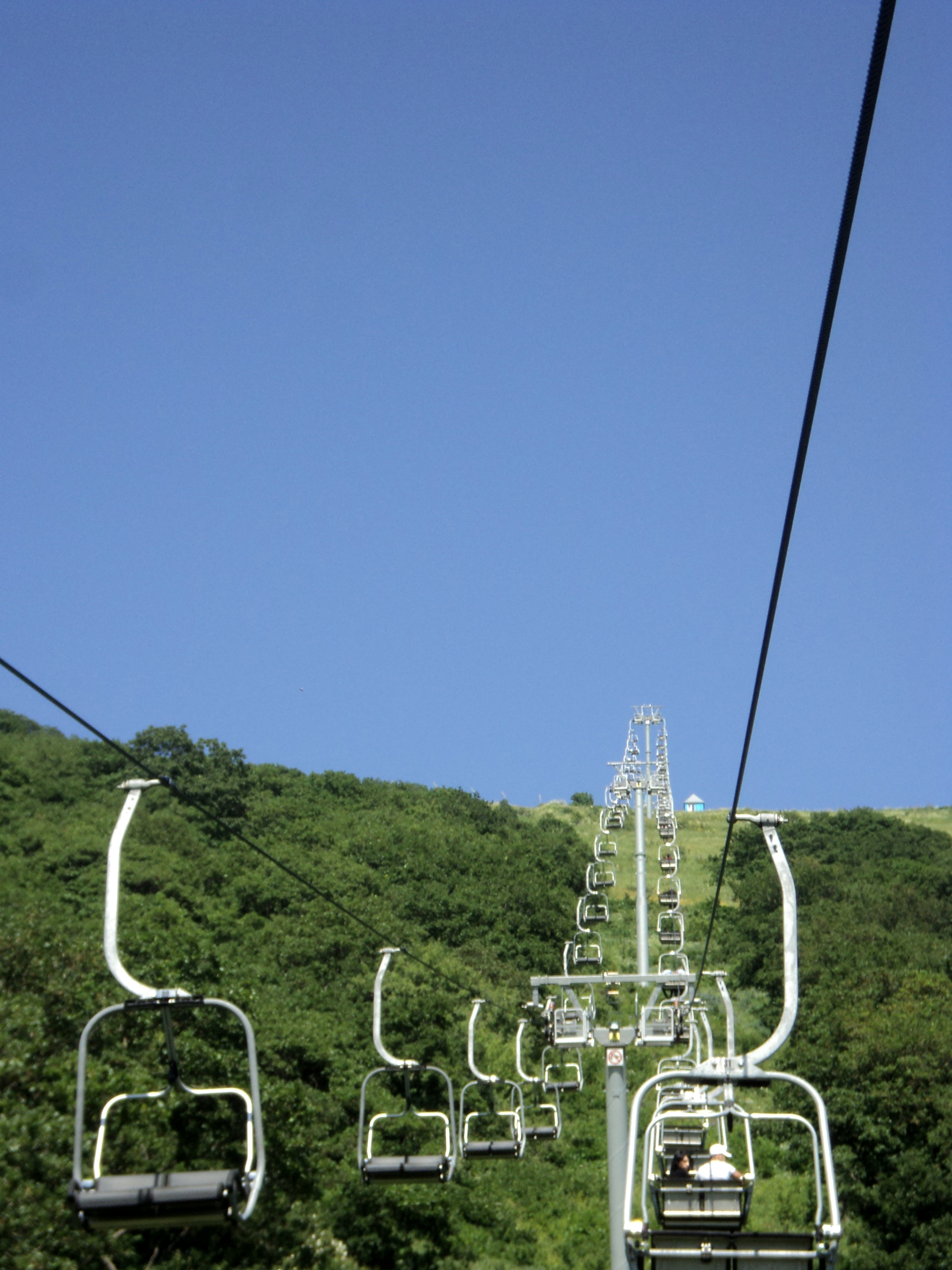
Канатная дорога
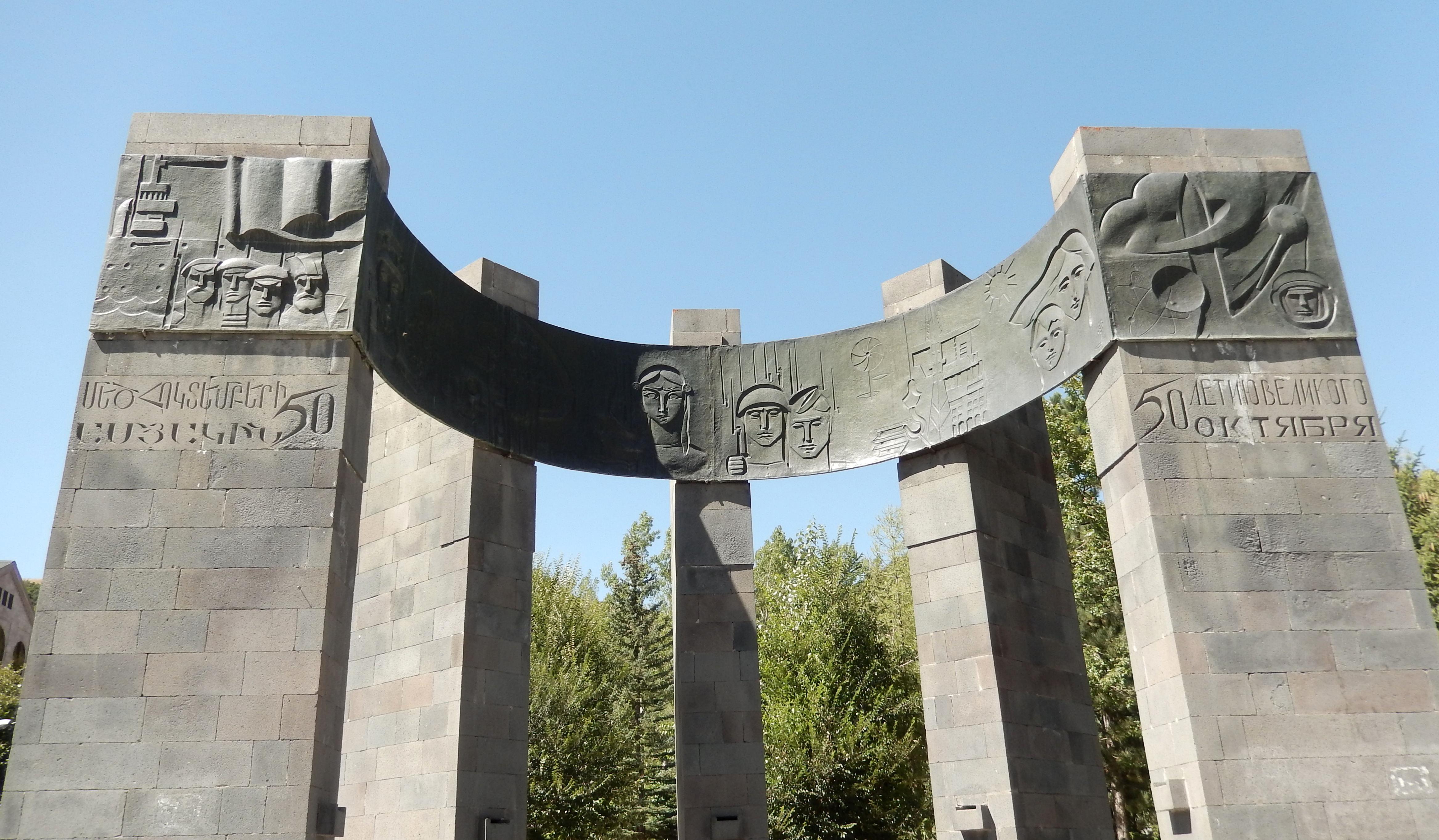
Монумент 50-летия Октябрьской революции

Каменные скульптуры
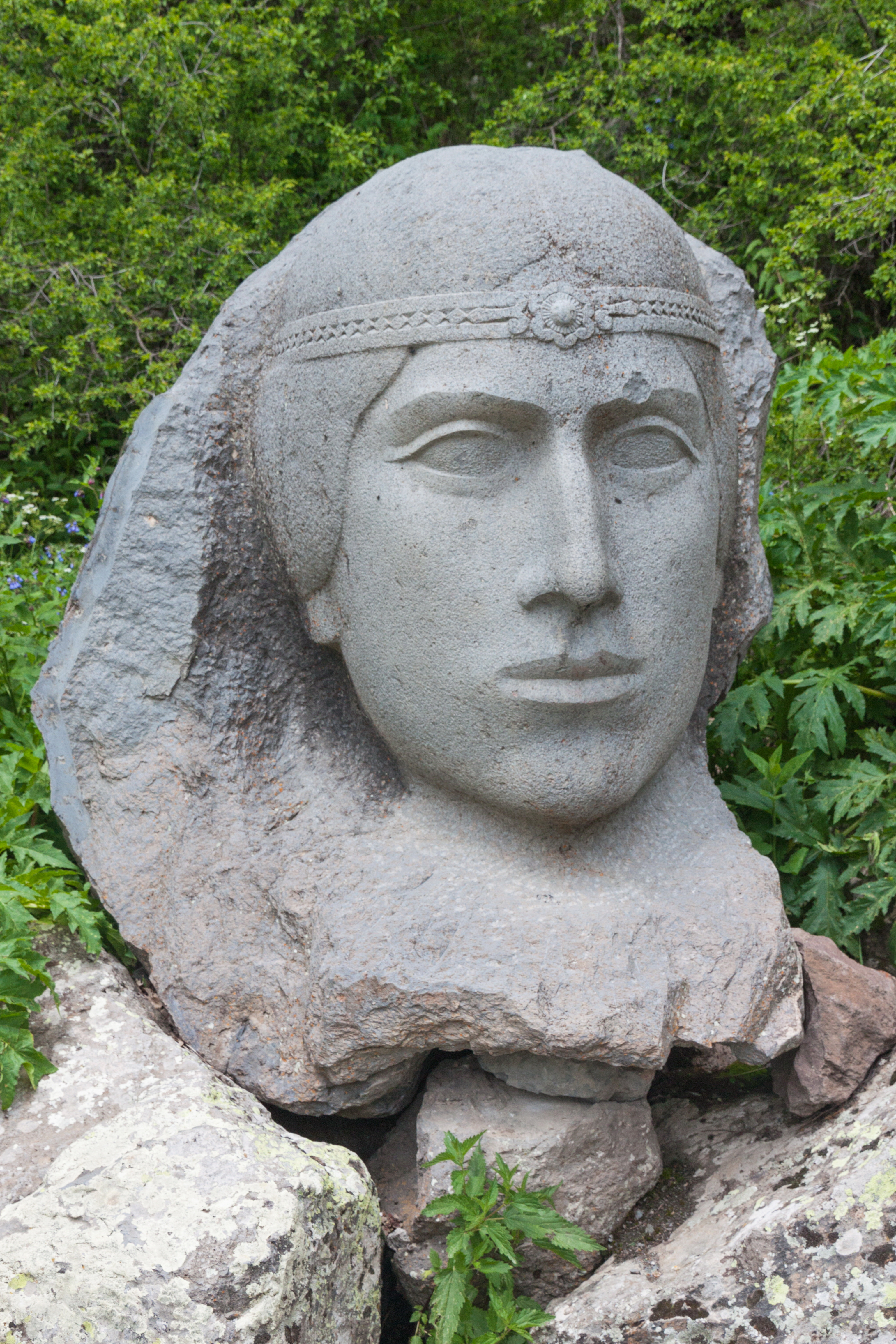
Сосе Майрик
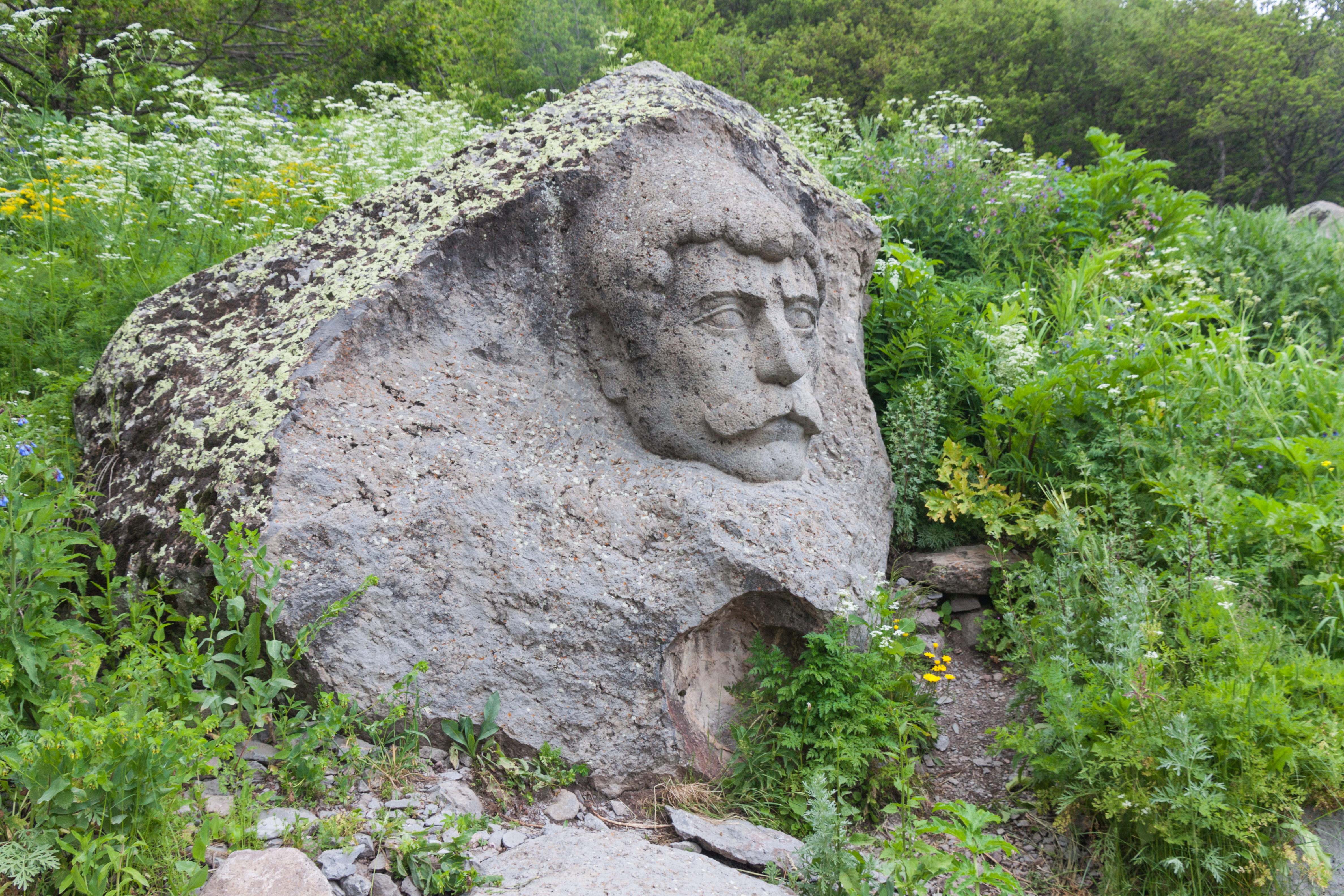
Смбат Бороян (Махлуто)[арм.]
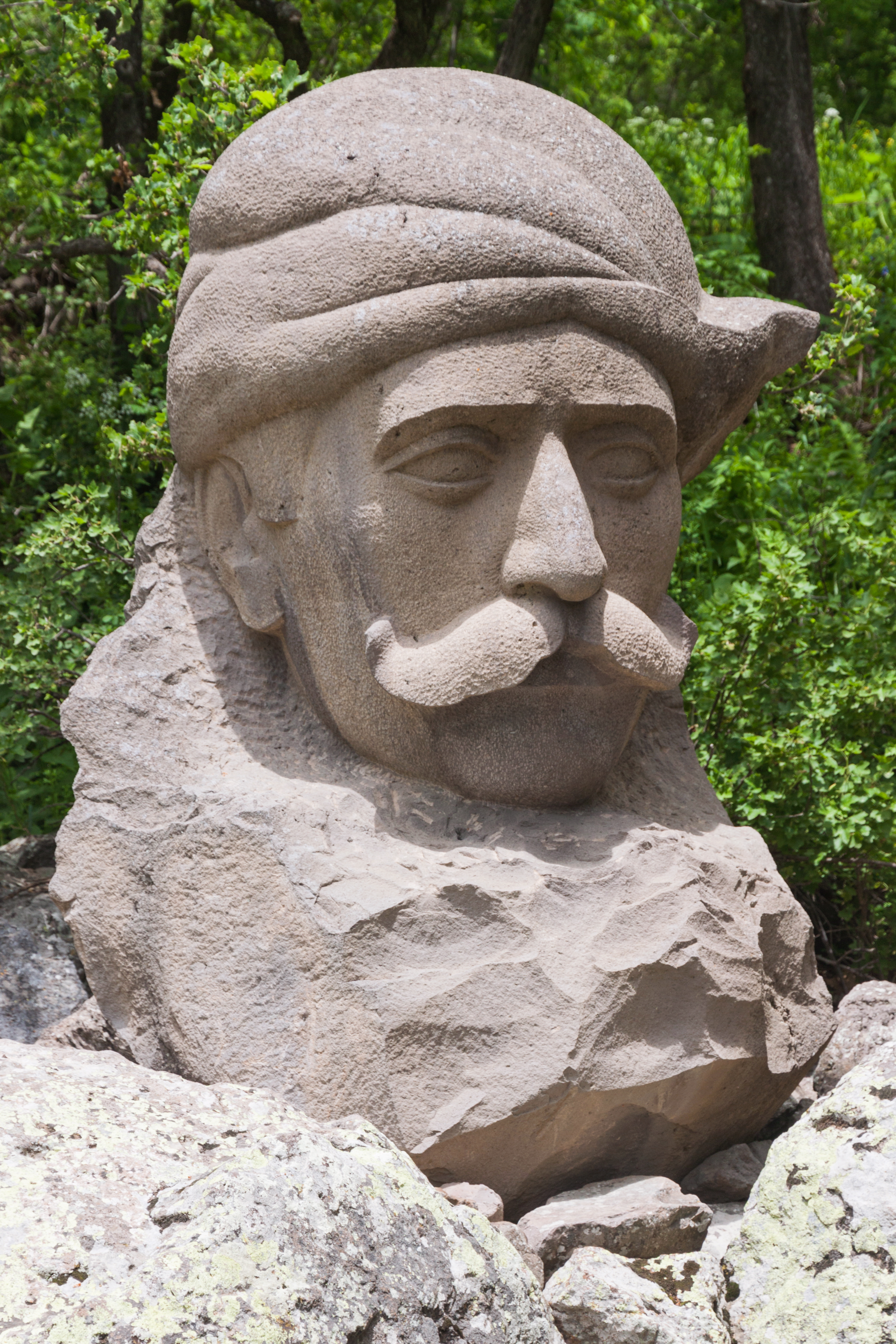
Ахпюр Сероб
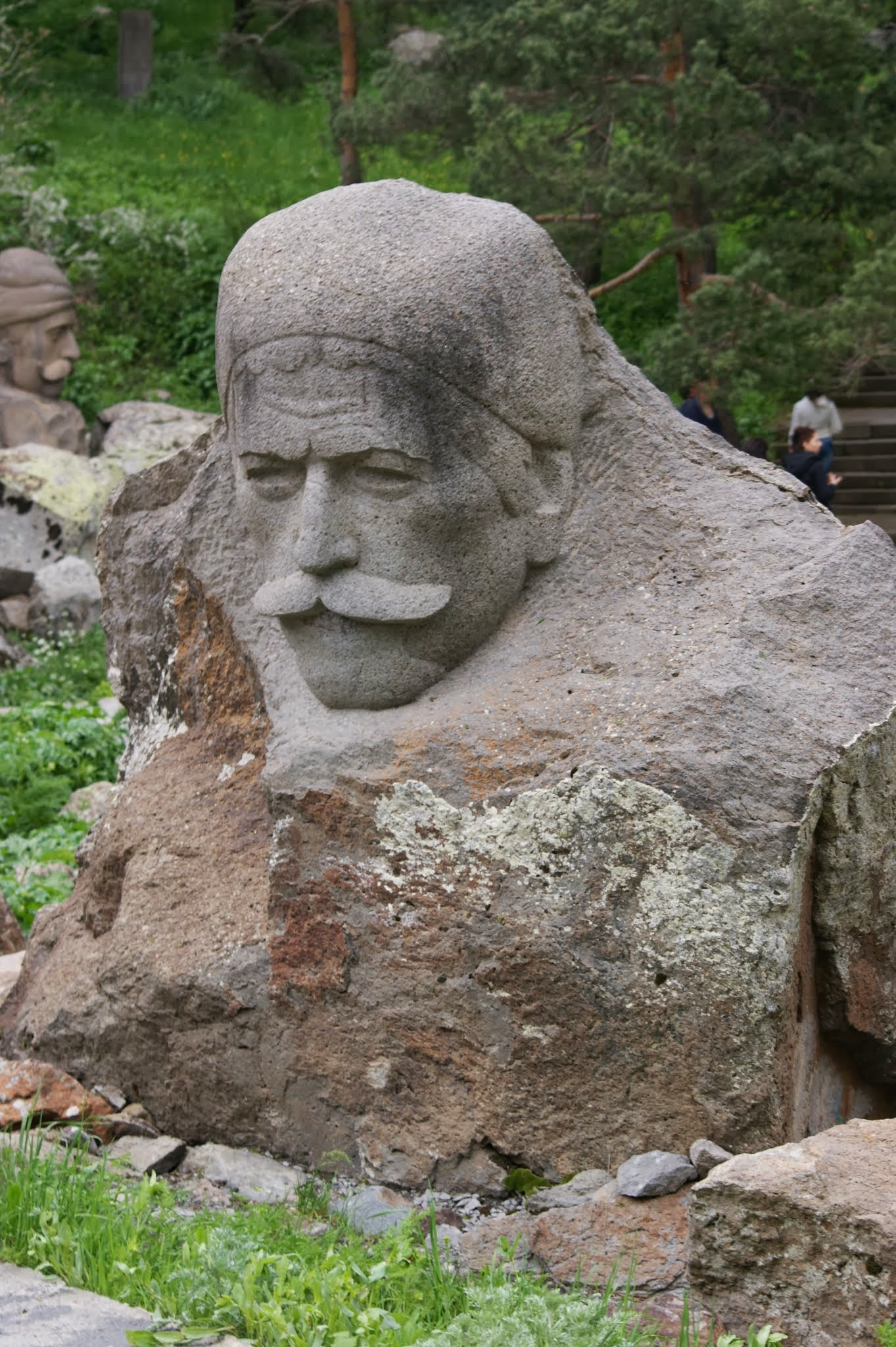